# Pero Sudar
Pero Sudar (ur. 3 lipca 1951 w Bare) – bośniacki duchowny katolicki, biskup pomocniczy Sarajewa w latach 1994–2018.

## Życiorys
Święcenia kapłańskie otrzymał 29 czerwca 1977.

## Episkopat
28 maja 1993 papież Jan Paweł II mianował go biskupem pomocniczym archidiecezji Sarajewo, ze stolicą tytularną Selia. Sakry biskupiej udzielił mu 7 stycznia 1994 kardynał Vinko Puljić.
18 października 2018 papież Franciszek  przyjął jego rezygnację z pełnionego urzędu. 